# (10253) Westerwald
(10253) Westerwald ist ein Asteroid des Hauptgürtels, der nach dem Westerwald benannt wurde. Er wurde am 29. September 1973 von Cornelis Johannes van Houten, Ingrid van Houten-Groeneveld und Tom Gehrels entdeckt.